# Wiljon Vaandrager
Wiljon Vaandrager, född den 27 augusti 1957 i Hall, Nederländerna, är en nederländsk roddare.
Hon tog OS-brons i åtta med styrman i samband med de olympiska roddtävlingarna 1984 i Los Angeles.